# Miguel Roca Cabanellas
Miguel Roca Cabanellas (Palma, 18 avril 1921 - Motilla del Palancar, Cuenca, 8 janvier 1992) est un religieux espagnol, archevêque de Valence entre 1978 et 1992,.

## Biographie
Le 20 juillet 1966 Le pape Paul VI le nomme évêque coadjuteur de Carthagène et évêque titulaire du Tigimma (de). Il reçoit l'ordination épiscopale le 2 octobre suivant de l'archevêque Antonio Riberi, nonce apostolique en Espagne, les co-consécrateurs étant l'évêque coadjuteur de Teruel et Albarracín Juan Ricote Alonso et l'évêque auxiliaire de Madrid Maximino Romero de Lema (es). Il dirige lui-même le diocèse en raison de l'état de santé précaire de Ramón Sanahuja Marcé (ca). Le 22 avril 1969, il succède au même siège. Au cours de ses douze années de gouvernance de ce siège, il créé et renforcé diverses structures diocésaines, mettant ainsi en œuvre les orientations conciliaires. Il accorde une attention particulière aux prêtres et à la formation des séminaristes

## Succession apostolique
Miguel Roca Cabanellas a ordonné les évêques suivants :
- Archevêque Santiago García Aracil (es) (1984)
- Évêque José Vilaplana (es) (1984)
- Évêque Rafael Sanus (es) (1989)